# Canthigaster leoparda
Canthigaster leoparda är en fiskart som beskrevs av Lubbock och Allen 1979. Canthigaster leoparda ingår i släktet Canthigaster och familjen blåsfiskar. IUCN kategoriserar arten globalt som livskraftig. Inga underarter finns listade.